# Confine tra Cina e Vietnam
Il confine tra la Cina e il Vietnam è costituito da un confine terrestre di 1297 km che si estende dal triplice confine con il Laos a ovest fino alla costa del Golfo del Tonchino a est, e da un confine marittimo nel Golfo del Tonchino e nel Mar Cinese Meridionale.
Se le dispute territoriali tra i due paesi sono state risolte con la firma di un trattato sui confini terrestri, il confine marittimo rimane attualmente indefinito a causa della controversia sulla proprietà delle acque territoriali e di alcune isole (tra le isole Spratly e Paracel).

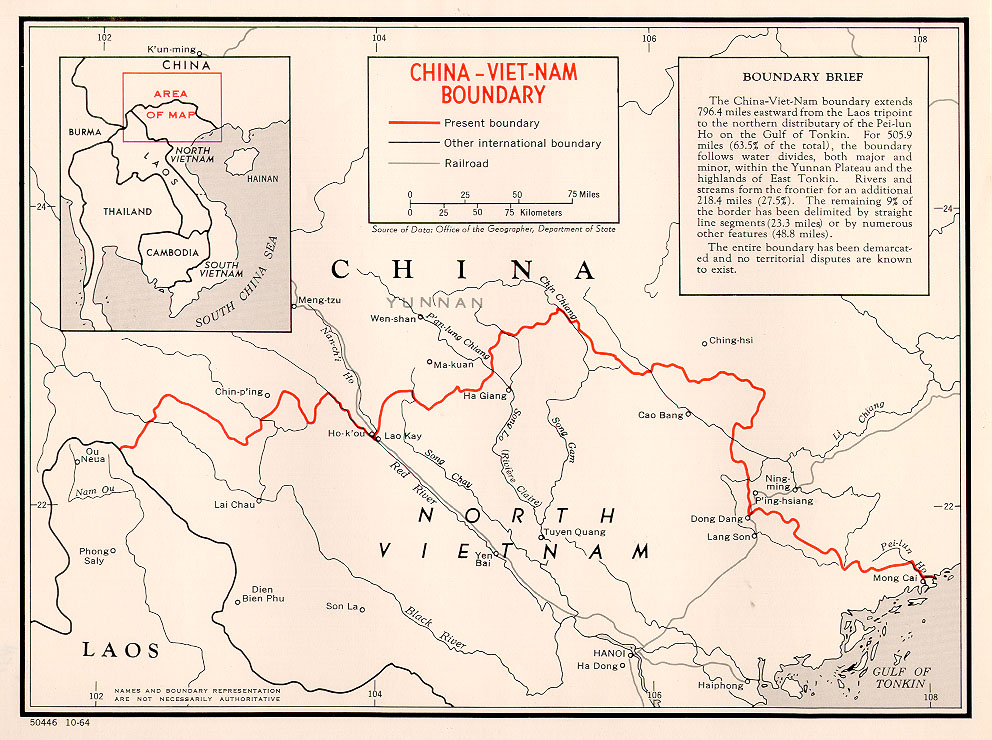
Mappa del confine Cina-Vietnam

## Descrizione

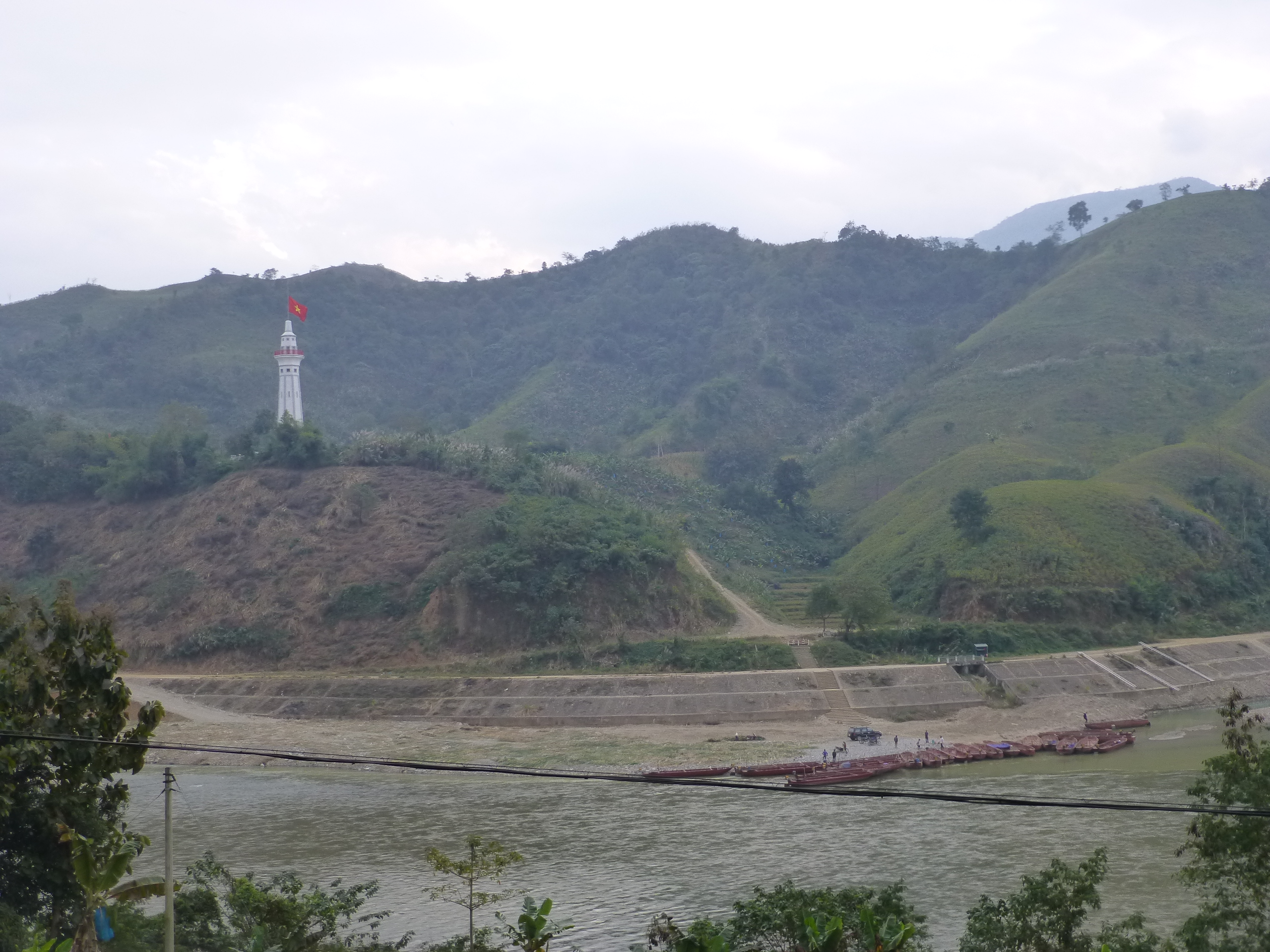
La confluenza tra il fiume Rosso e il fiume Longbao, dove il confine sino-vietnamita lascia il fiume Rosso.

Il confine terrestre inizia a ovest dal triplice confine Cina-Laos-Vietnam sul picco del Shiceng Dashan. Procede da lì via terra in una direzione ampia verso est, anche se a zig-zag e molto irregolare e prevalentemente attraverso aree montuose, isolate e abitate da minoranze etniche. In alcuni punti i fiumi sono utilizzati per brevi tratti, come il fiume Nero, il fiume Rosso, Nanxi, Sông Gâm, Song Chay e Jin Jiang. Nell'estrema parte orientale il confine raggiunge la foce del fiume Beilun / Ka Long vicino alla città cinese di Dongxing e alla città vietnamita di Móng Cái, seguendo il fiume attraverso una palude fino al Golfo del Tonchino.

## Storia

### Periodo pre-coloniale
La regione di confine ha una lunga storia. La Cina sotto la dinastia Han aveva stabilito il controllo sul Nam Việt (Vietnam settentrionale) all'inizio del I secolo a.C. I vietnamiti del Tonchino riuscirono a liberarsi dal dominio Han nel 939 d.C., formando il regno di Đại Việt. Un confine iniziale tra i due regni all'incirca nella sua posizione attuale venne stabilito all'indomani della guerra di Lý-Song (1075-1077). Da allora in poi le relazioni furono in gran parte pacifiche, salvo per i 20 anni di occupazione cinese del Vietnam settentrionale da parte della dinastia Ming nel XV secolo.

### Periodo coloniale

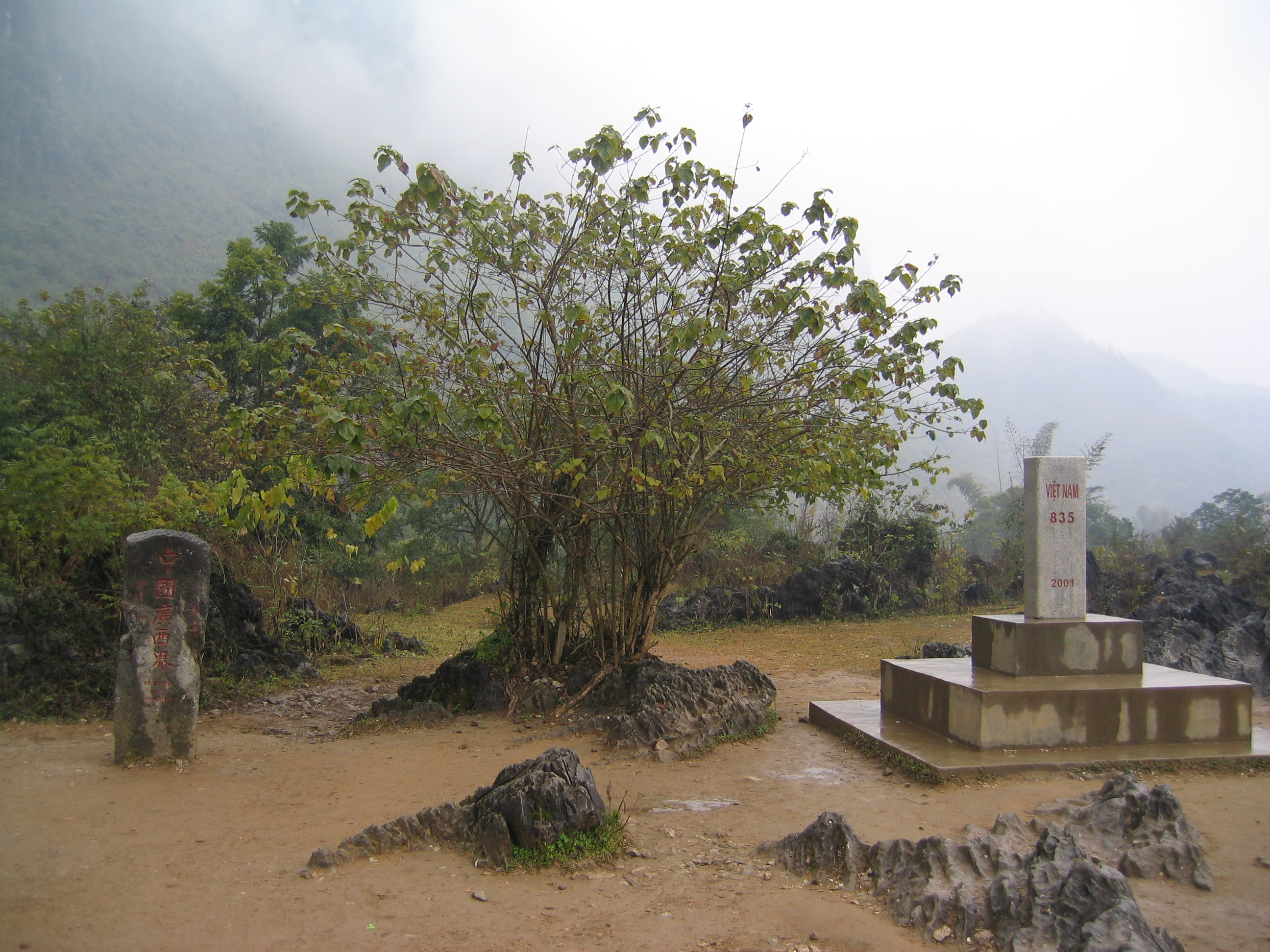
Pilastri che segnano il confine vicino a Bản Giốc.

Nel XIX secolo la Francia iniziò a interessarsi al Vietnam, conquistando la Cocincina nel 1862. Ampliò il suo dominio sull'Annam (Vietnam centrale) e poi sul Tonchino (Vietnam settentrionale) nel 1883-84, allarmando la Cina e causando la guerra franco-cinese. Le ostilità terminarono con il Trattato di Tientsin (1885), che prevedeva la demarcazione del confine tra la Cina e il Tonchino. L'articolo 3 del trattato prevedeva la nomina di una commissione sino-francese per delimitare il confine tra il Tonchino e la Cina, che forma l'attuale confine sino-vietnamita. I commissari cinesi erano Chou Te-jun (周德潤), Hung Lu-ssu (鴻臚 寺) e Ch'ing Teng-ch'eng (卿 鄧 承). La commissione francese era guidata da M. Bourcier Saint-Chaffray, e i suoi membri includevano M. Scherzer, il console francese a Canton, il dottor Paul Neis, un noto esploratore dell'Indocina, il tenente colonnello Tisseyre, il capitano Bouinais e M Pallu de la Barrière (sebbene quest'ultimo non abbia preso parte ai lavori). In preparazione per i lavori della commissione, il generale Roussel de Courcy inviò le truppe francesi per occupare Lạng Sơn, That Khe e altre città di confine nell'ottobre del 1885.
I lavori di demarcazione iniziarono alla fine del 1885 e vennero completati nel 1887, anno in cui il Tonchino fu incorporato nella colonia dell'Indocina francese. I francesi respinsero le rivendicazioni cinesi sulla città vietnamita di Đồng Đăng, vicino al confine del Guangxi e luogo di una vittoria francese durante la guerra sino-francese, ma concordarono che la penisola di Pak-lung (白龍 尾) sul confine occidentale della provincia del Guangdong, sarebbe stata assegnata alla Cina. Una disputa su due aree di confine tra la provincia dello Yunnan e il Tonchino venne risolta con l'assegnazione di Meng-suo (猛 梭) e Meng-lai (猛 賴) al Vietnam e con il trasferimento di un ampio tratto di terre fertili e arabili tra Ma-pai-kuan (馬 白 關) e Nan-tan-shan (南丹 山), in Cina. Un accordo che confermò il nuovo confine tra Vietnam e Cina venne firmato a Pechino il 26 giugno 1887 da rappresentanti francesi e cinesi. Una successiva convenzione, firmata il 20 giugno 1895, delimitava alcune zone di frontiera contese. Successivamente i marcatori di confine (285-341) furono eretti lungo il confine.

### Epoca contemporanea
L'Indocina francese venne invasa dal Giappone attraverso la Cina durante la seconda guerra mondiale. Tuttavia fu concordato un compromesso in base al quale l'amministrazione francese di Vichy avrebbe governato la colonia mentre le truppe giapponesi sarebbero potute rimanere di stanza sul suolo vietnamita. Questa situazione cambiò nell'ultimo anno di guerra: uno stato fantoccio vietnamita di breve durata istituito dai giapponesi crollò, spingendo il movimento nazionalista Việt Minh sotto Hồ Chí Minh a dichiarare l'indipendenza. Successivamente scoppiò una lunga guerra quando la Francia tentò di riaffermare il proprio dominio, finendo per essere sconfitta e aprendo le porte all'indipendenza del Vietnam. Tuttavia il paese venne diviso in due, con il Vietnam del Nord che come la Cina era sotto il dominio comunista. Nel 1957 e nel 1958 la Cina e il Vietnam del Nord confermarono di rispettare reciprocamente il confine stabilito tramite il protocollo di Tientsin.
Durante la guerra del Vietnam la Cina appoggiò il Vietnam del Nord con armi e aiuti, aiutando il Nord nella sua vittoria finale. Ciononostante, dopo la fine della guerra nel 1975, le relazioni si deteriorarono su diverse questioni controverse: lo schieramento del Vietnam con l'URSS nella crisi sino-sovietica, il riavvicinamento della Cina agli Stati Uniti sotto il presidente Richard Nixon, le controversie sul confine marittimo e il presunto sostegno della Cina ai gruppi di ribelli di minoranza lungo il confine. L'ultima goccia arrivò dopo l'invasione vietnamita in Cambogia che rimosse il governo dei Khmer Rossi che nel 1978 era sostenuto dalla Cina. L'anno successivo scoppiò la breve guerra sino-vietnamita lungo il confine. Anche se la Cina si ritirò dopo sole tre settimane, continuò a occupare alcune piccole aree strategiche lungo la frontiera causando un conflitto a bassa tensione che si è protratto per tutti gli anni '80.
Nel 1990 il Vietnam si ritirò dalla Cambogia, ponendo fine a uno dei principali punti di contesa tra Cina e Vietnam, e le relazioni si normalizzarono nel novembre del 1991. Nell'ottobre 1992 i due paesi iniziarono a lavorare per risolvere alcuni problemi territoriali rimasti in sospeso. Entrambe le parti accettarono la validità delle linee del 1887 e del 1895 e il 30 dicembre 1999 fu firmato un trattato definitivo sui confini. Il trattato fu ratificato l'anno successivo e la demarcazione venne completata nel 2008. Nel 2000 fu siglato un accordo sul confine marittimo nel Golfo del Tonchino ma persistono varie controversie sulle isole del Mar Cinese Meridionale.

## Valichi di frontiera e punti commerciali

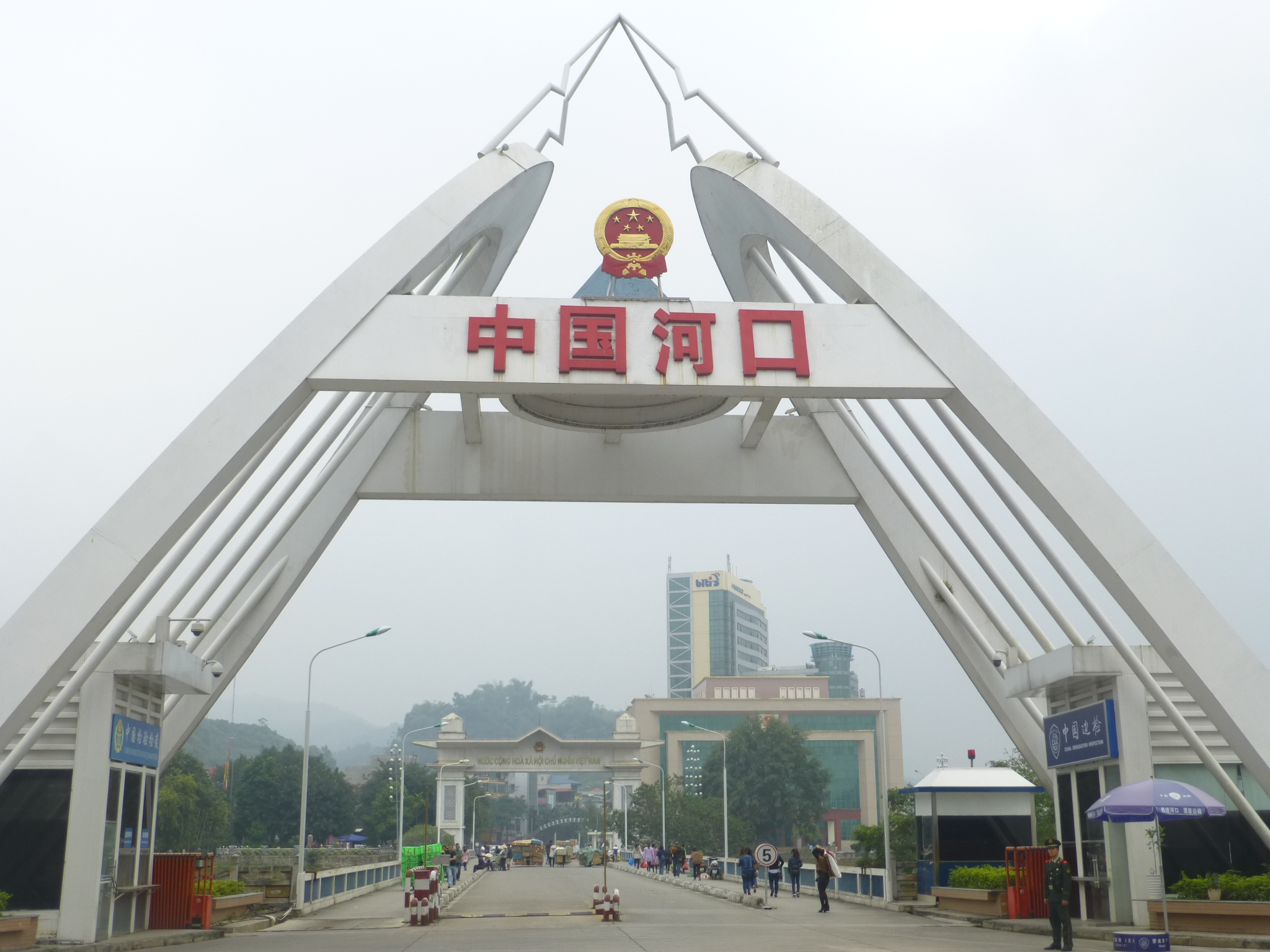
Il valico di confine tra Hekou (in primo piano) e Lao Cai (sullo sfondo).

La Cina e il Vietnam hanno firmato un accordo sul commercio di frontiera nel 1991. Nel 1992 sono stati aperti 21 punti frontalieri commerciali (mercati transfrontalieri e import / export di merci ma limitati dall'accesso per le persone), di cui quattro servivano anche da valichi di frontiera.
Elenco dei valichi di frontiera e dei punti commerciali

I principali valichi di frontiera sono evidenziati in grassetto. Da ovest a est sono:
- Longfu - A Pa Chải (punto commerciale)[23]
- Yakoushuitang - U Ma Tu Khoòng (punto commerciale)[24]
- Jinshuihe - Ma Lù Thàng[25]
- Hekou, Guangxi - Lào Cai, Lào Cai
- Qiaotou - Mường Khuơng (punto commerciale)
- Tianbao - Thanh Thủy[26]
- Tianpeng - Săm Pun[27]
- Pingmeng - Sóc Giang[28]
- Longbang - Trà Lĩnh, Cao Bằng
- Yuexu - Pò Peo[29][30]
- Shuolong - Lý Vạn[31]
- Shuikou - Tà Lùng[32]
- Jianggang - Pò Mã
- Ping'er pass/bridge (Bình Nhi)
- Yingyang - Na Hình[33]
- Pingxiang, Guangxi - Đồng Đăng, Lang Son. Anche noto come (Passo dell'Amicizia)
- Aidian - Chi Ma[34]
- Beishan - Co Sâu (punto commerciale)
- Banbang - Na Lam[35] (punto commerciale)
- Dongzhong - Hoành Mô[36]
- Lihuo - Bắc Phong Sinh[37][38]
- Tan San - Pò Hèn[39]
- Móng Cái, Quảng Ninh - Dongxing, Guangxi

Ci sono due collegamenti ferroviari:
- Hekou - Lào Cai - Dove la ferrovia a scartamento ridotto Hanoi-Lào Cai attraversa il fiume Nanxi su un ponte e incontra la tratta ferroviaria cinese Kunming-Hekou.[40]
- Đồng Đăng - Pingxiang - Dove i treni a scartamento normale possono attraversare il confine sulla linea Nanning-Hanoi.[41]

## Mappe storiche
Mappe storiche del confine da ovest a est

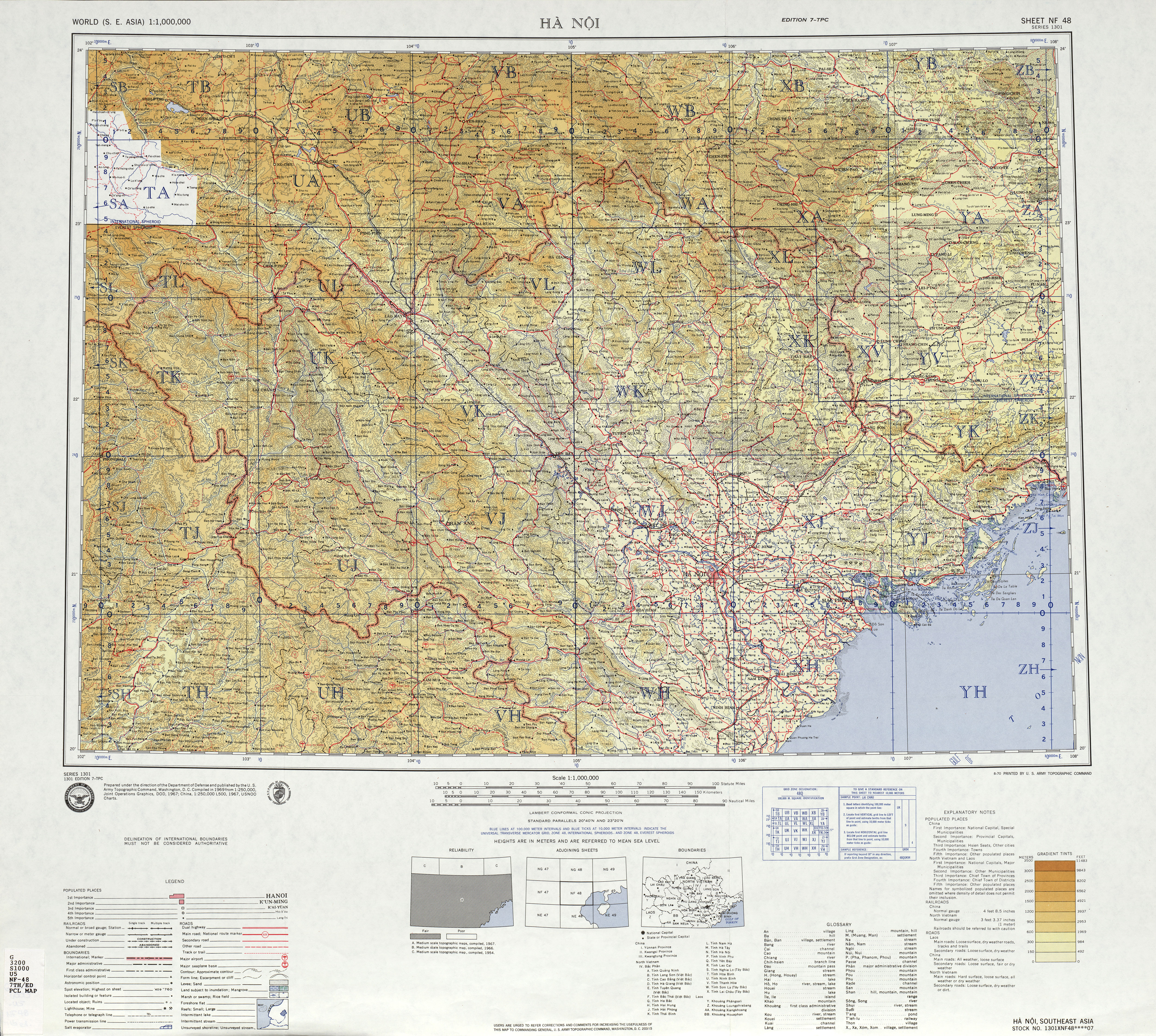
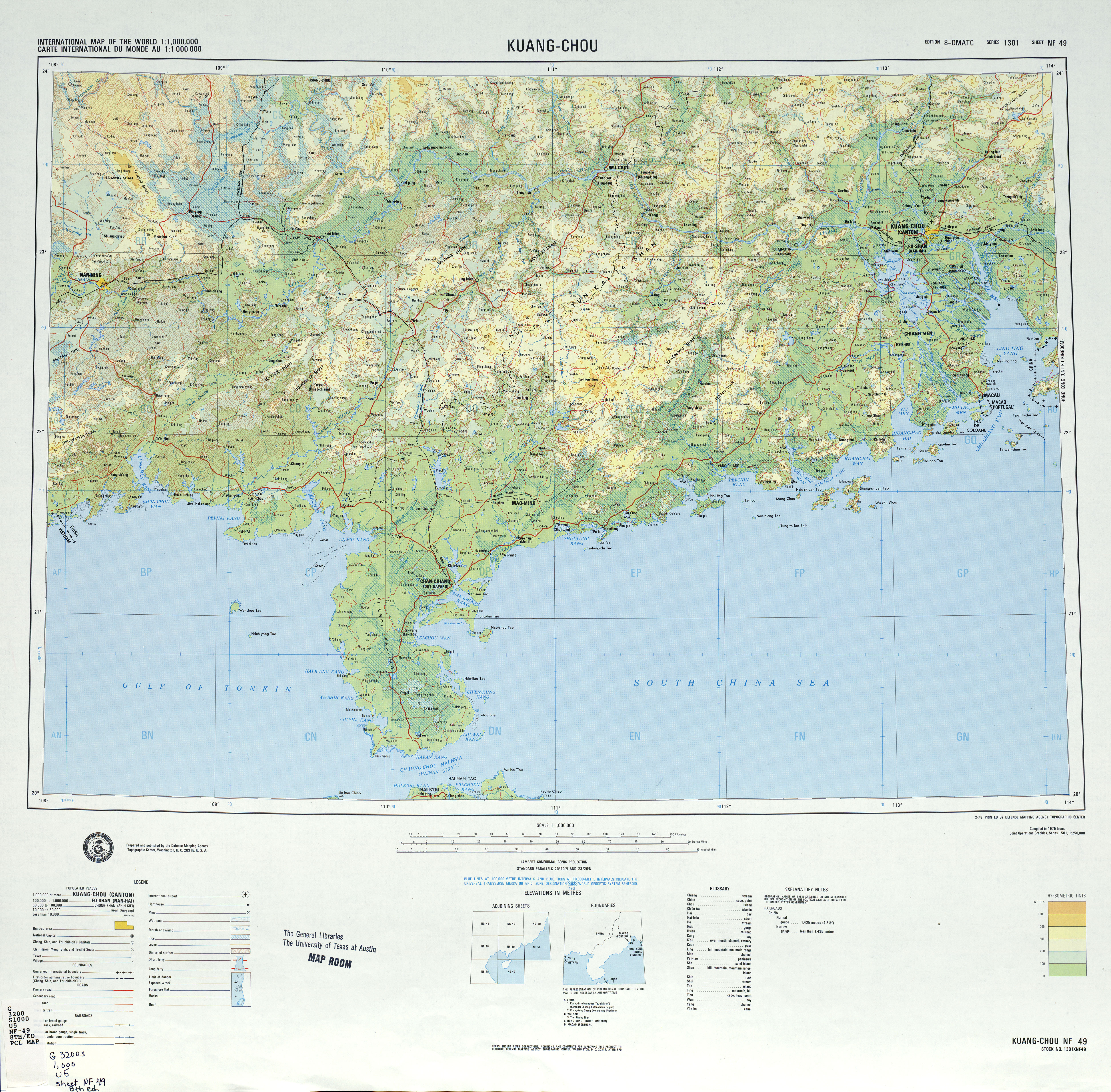
Centrale
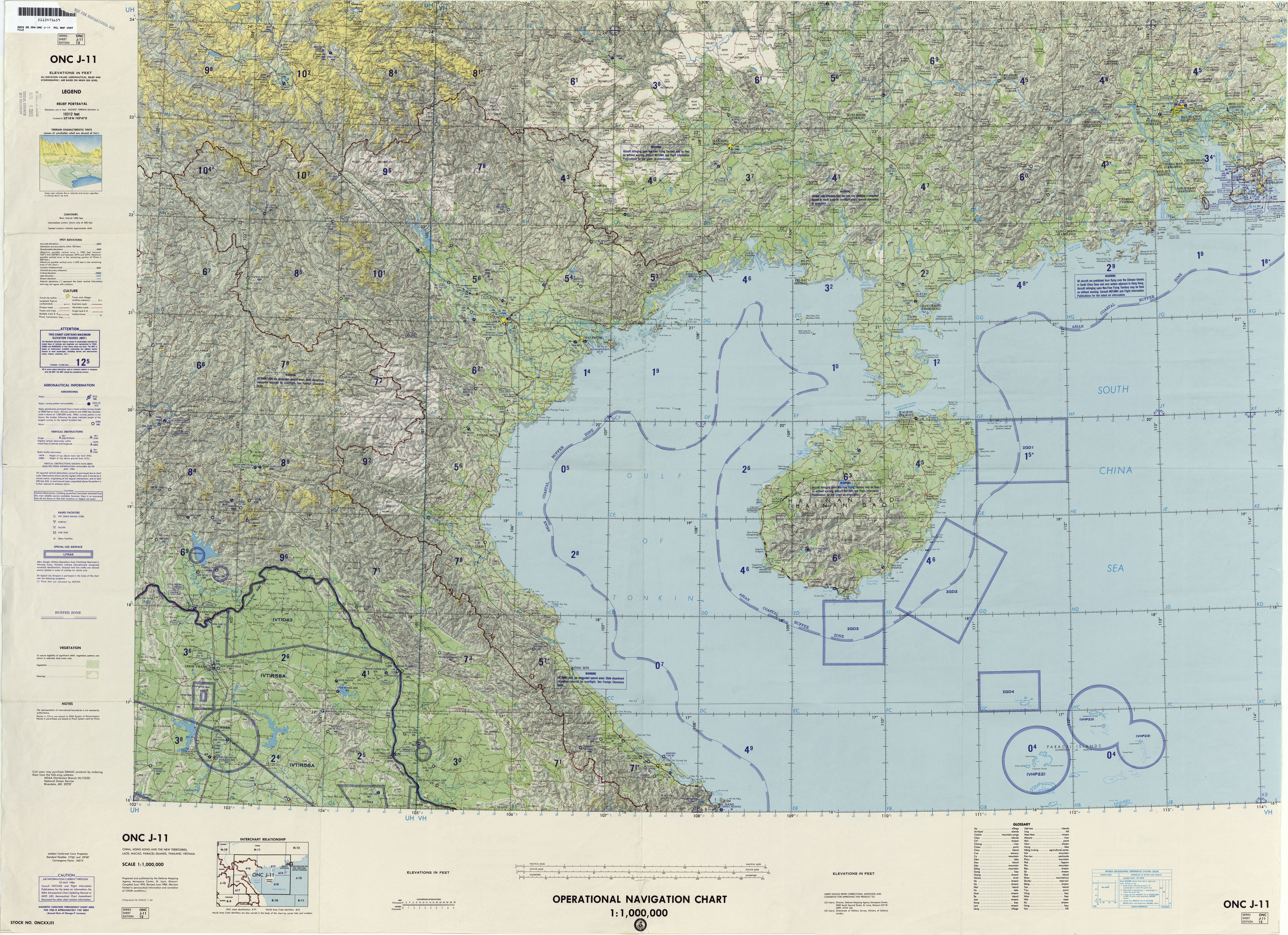
Est
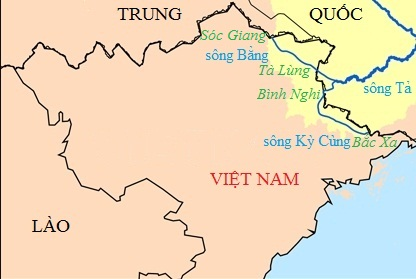
Fiumi del confine Cina-Vietnam
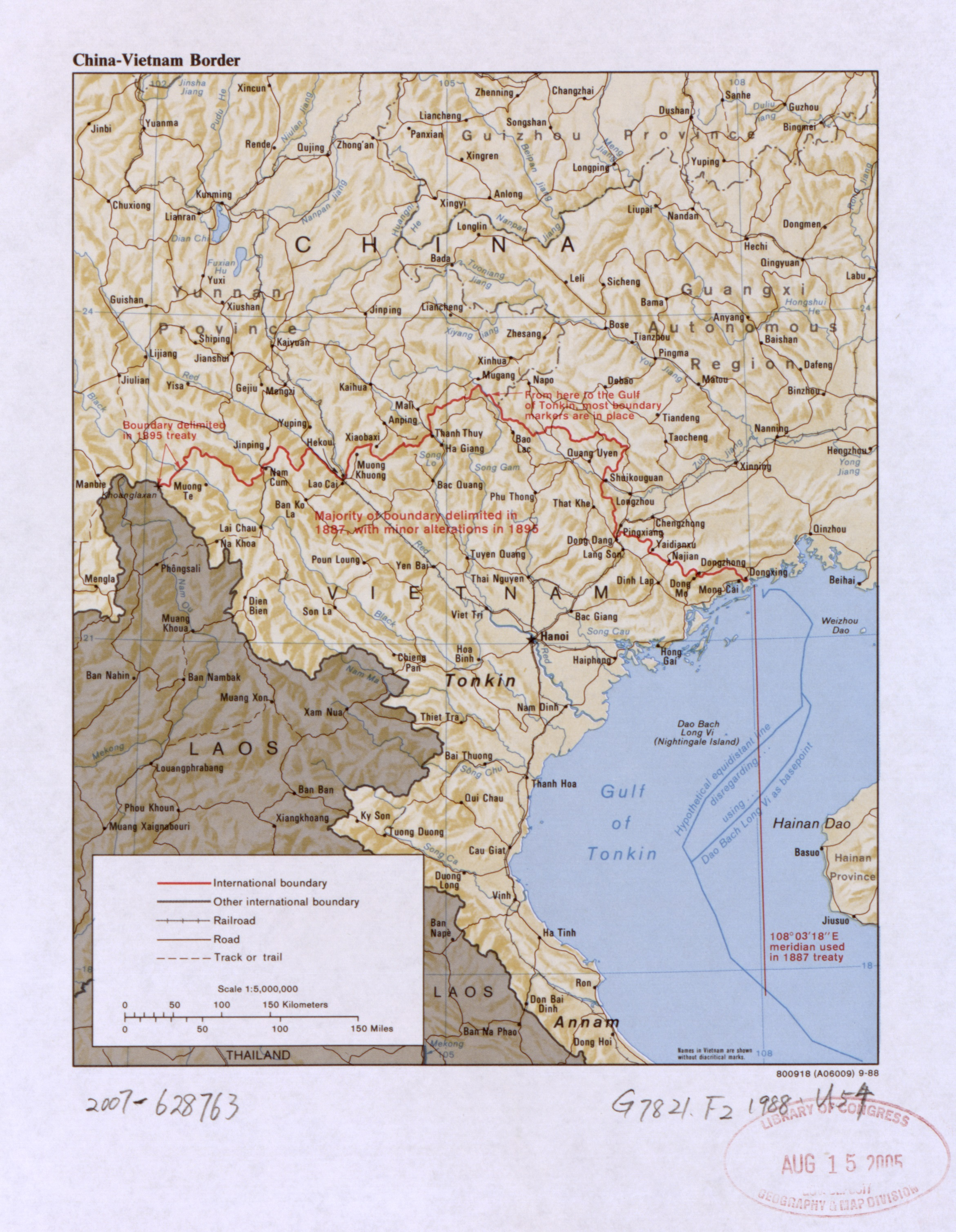
Confine sino-vietnamita